# نهر أبانغا
نهر أبانغا هو أحد أنهار الغابون. ويتفرع من نهر أوغوي بالقرب من قرية بيفون الغابونية.